# Greenwood Heights (Brooklyn)
Greenwood Heights es un barrio en el distrito de Brooklyn en Nueva York, que toma parte de su nombre del cercano barrio de Green-Wood Cemetery. Las debatidas fronteras del barrio son, aproximadamente, la Prospect Expressway al norte, la Tercera Avenida al oeste, la Octava Avenida al este y la 36.ª calle al sur (límite sur del Green-Wood Cemetery).
Greenwood Heights es un barrio mixto de clase obrera polacoamericano, de familias italoestadounidenses, inmigrantes sudamericanos y mexicanos, y nativos de Brooklyn de clase media que se han trasladado desde otros barrios de mayor nivel. La mezcla arquitectónica de marcos de madera y casas de ladrillo le da a la zona un aspecto ecléctico, a diferencia de los barrios más próximos como Park Slope al norte y Sunset Park al sur.
Greenwood Heights fue uno de los emplazamientos de la Batalla de Brooklyn en agosto de 1776. El barrio es parte del Brooklyn Community Board 7 junto con Windsor Terrace, Sunset Park y South Park Slope.